# Bistum Concordia-Pordenone
Das Bistum Concordia-Pordenone (lat.: Dioecesis Concordiensis-Portus Naonis, italienisch: Diocesi di Concordia-Pordenone) ist eine in Italien gelegene römisch-katholische Diözese mit Sitz in Pordenone. Die Kathedrale Santo Stefano Protomartire befindet sich in Concordia Sagittaria.

## Weblinks

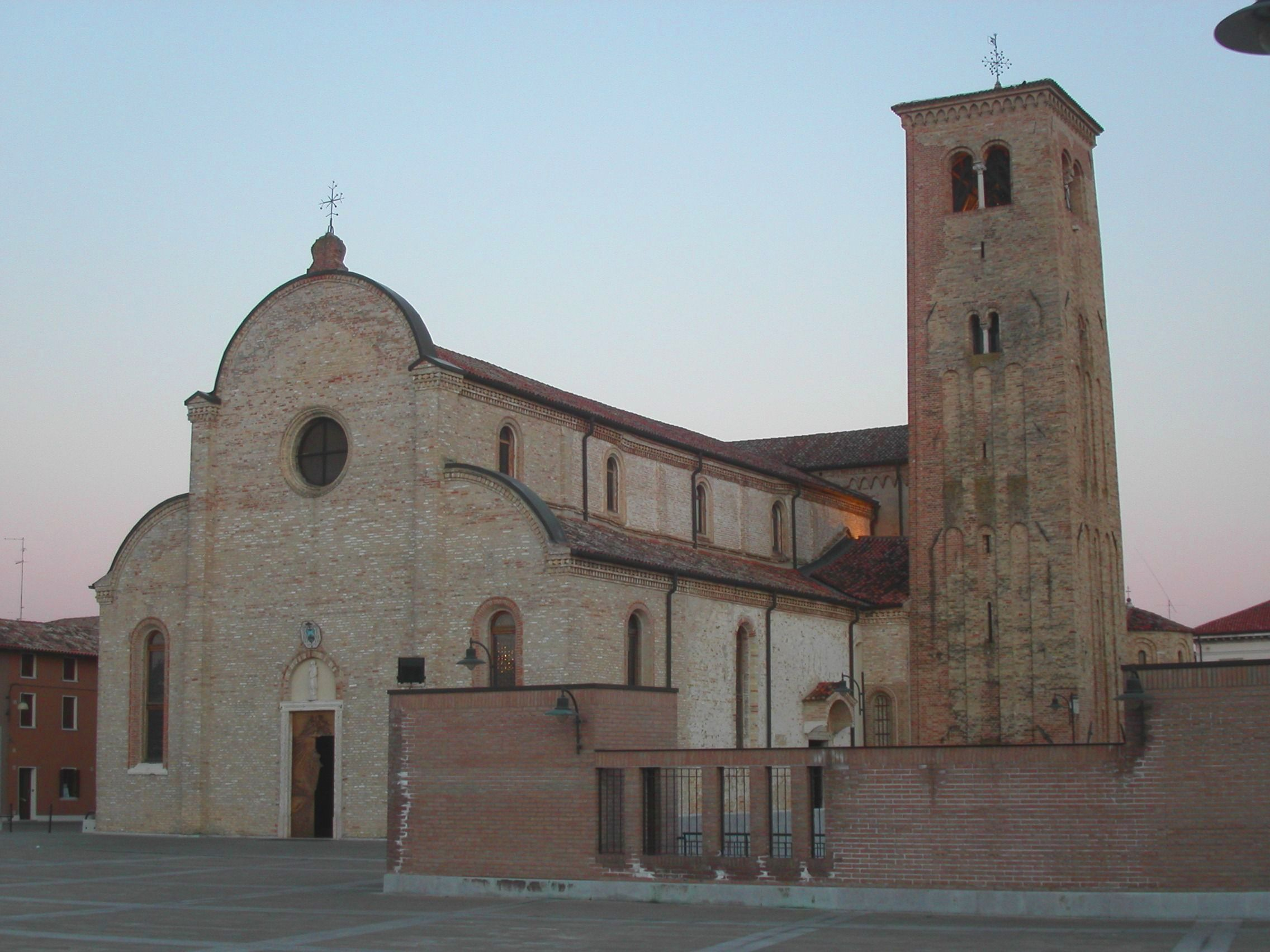
Kathedrale Santo Stefano Protomartire in Concordia
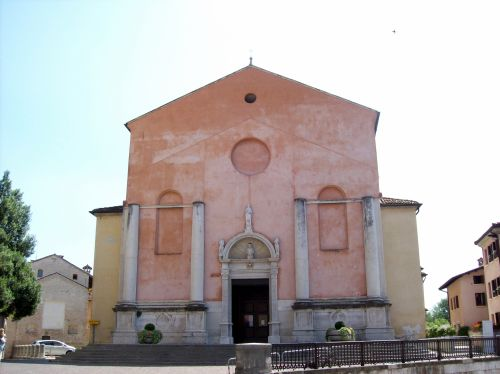
Konkathedrale San Marco in Pordenone

## Geschichte
Im 4. Jahrhundert wurde das Bistum Concordia errichtet. Am 12. Januar 1971 wurde das Bistum Concordia in Bistum Concordia-Pordenone umbenannt.
Das Bistum Concordia-Pordenone ist dem Patriarchat von Venedig als Suffraganbistum unterstellt.